# Tresor de Cartago
El tresor de Cartago és un important tresor romà de plata, del segle iv, descobert a Cartago, a Tunísia. Està format principalment per vaixella i joies de plata, del qual una part es conserva en el Museu Britànic.

## Descobriment
El tresor va ser desenterrat el segle xix en el pujol Sant Lluís de Cartago, que fins al moment de la seva caiguda, va ser la ciutat més gran de la província romana d'Àfrica. La majoria dels objectes van ser comprats per sir Augustus Wollaston Franks, conservador en cap del Museu Britànic, que els va llegar al museu a la seva mort el 1897. No obstant això, una petita part del tresor es troba en el Museu del Louvre, ressaltant un dels bols recobert de plata.

## Datació i atribució

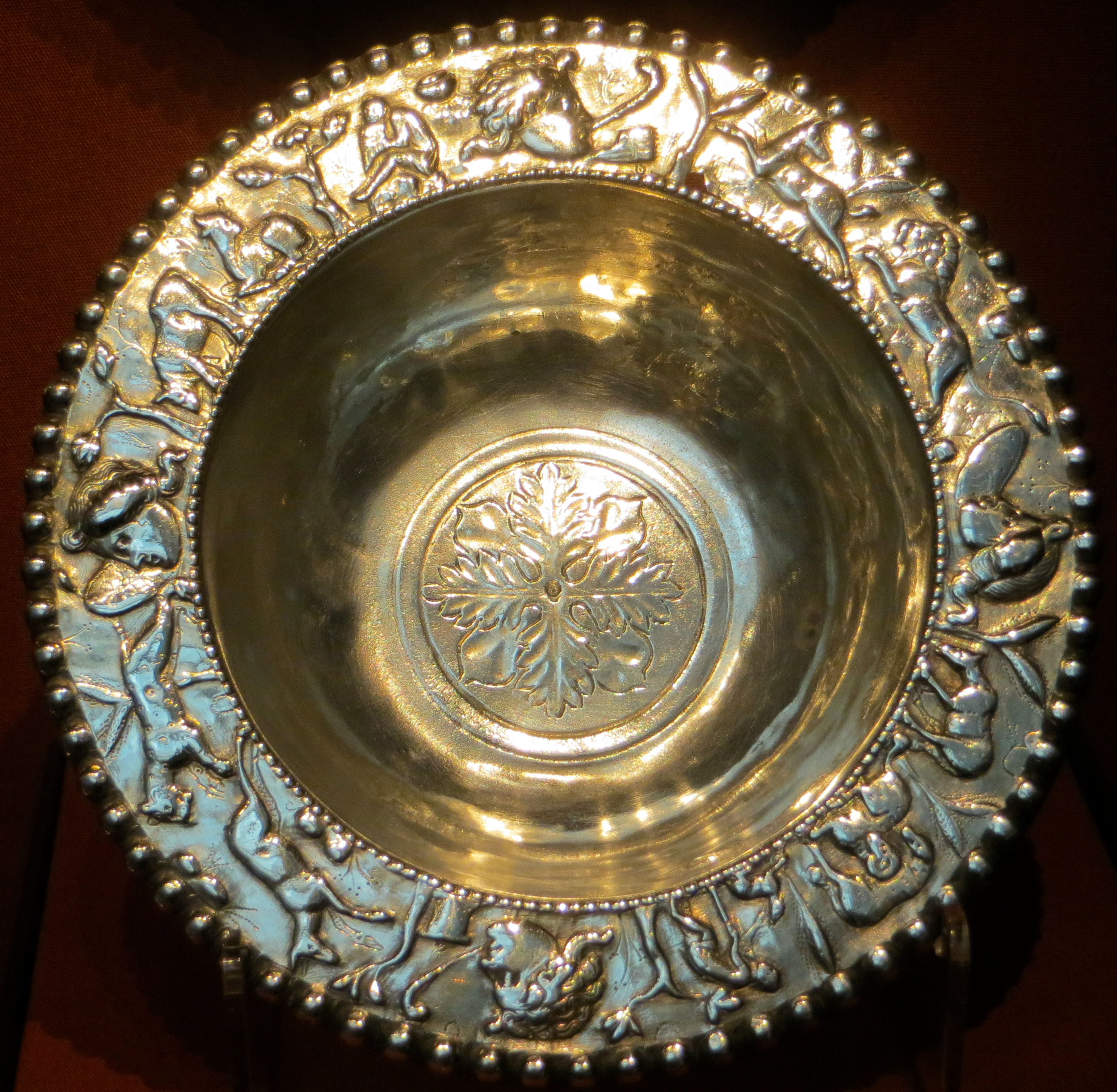
Bol amb baixos relleus que representen pastors

Datat en la segona meitat del segle iv, el tresor consta de 31 objectes, principalment la luxosa vaixella de plata i joies, segurament d'una rica família romana, que per alguna raó van decidir enterrar-lo per amagar-lo. Aquest fet podria estar connectat amb els conflictes religiosos que van tenir lloc entorn de l'any 400, però sembla més probable que el tresor fos amagat pels vàndals, dirigits per Genseric, que van envair Àfrica del Nord en partir de la península Ibèrica el 429 i la ciutat de Cartago es va convertir en la capital del regne vàndal el 439.
La frase inscrita al centre de l'un dels plats, entorn del tondo, D D ICRESCONI CLARENT, s'ha associat als Cresconii, una poderosa família romana de Cartago ben coneguda a partir d'actes i de registres dels titulars de càrrecs públics de la seva època.

## Descripció
El tresor inclou un parell de plats plans (un dels quals identifica a la família), dos bols amb escenes pastorals en relleu, cisellades i martellejades entorn de la vora, quatre bols semiesfèrics amb alts peus estilitzats (dos dels quals tenen les tapes), un bol poc profund amb un puny i una granota gravats al seu centre, dotze culleres de plata i una col·lecció de joies: un anell, un camafeo, un parell d'arracades, diversos segells tallats i dos collarets, un d'or, i l'altre decorat amb pedres precioses: dotze maragdes poligonals i tretze safirs, completats per 25 perles unides amb or.
La família hauria estat propietària de dues col·leccions de plata: un servei per a la beguda coneguda sota el nom de argentum potorium i un servei per al menjar conegut amb el nom de argentum escarium.
Aquest descobriment comptava amb diverses copes semiesfèriques de plata, que mesuraven dotze centímetres d'alt i dotze centímetres de diàmetre. El seu elegant disseny constava d'una base elevada completada per la curvatura de la tapa del bol. Els bols integren subtils facetes en les superfícies corbes de les tapadores.

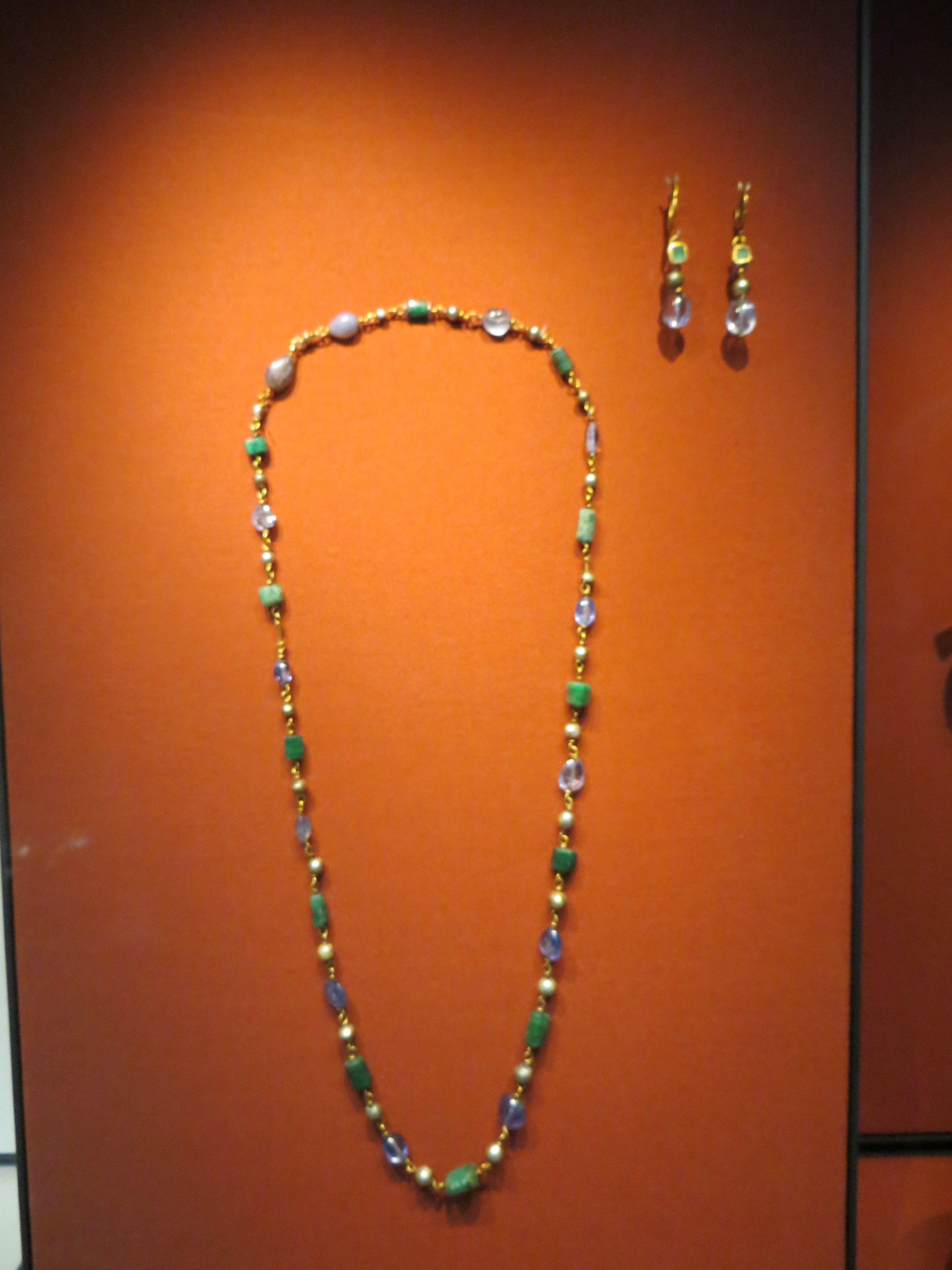
Un dels collarets de perles i safirs, i un parell d'arracades
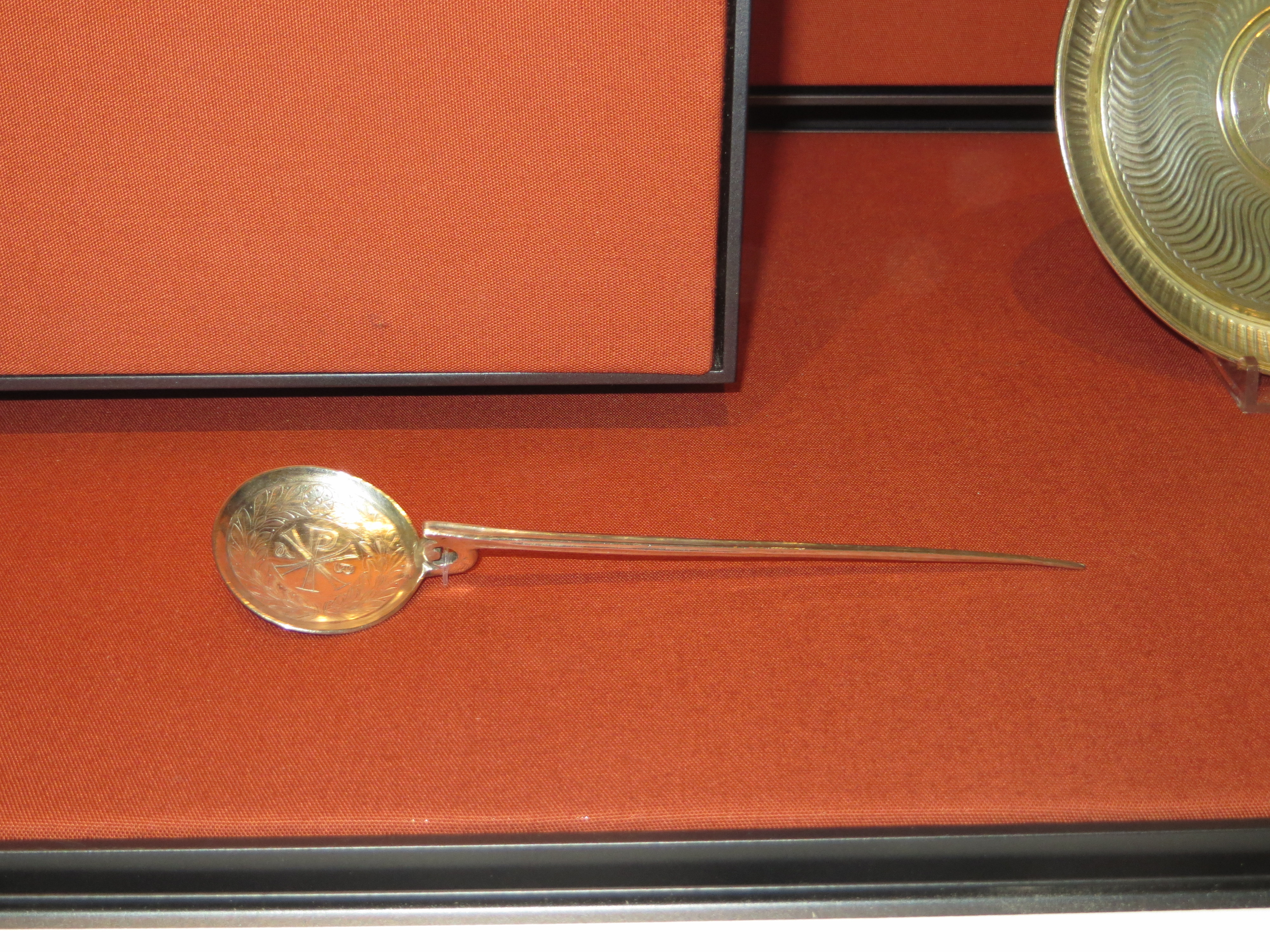
Cullera de plata amb un cristograma apocalíptic gravat al centre
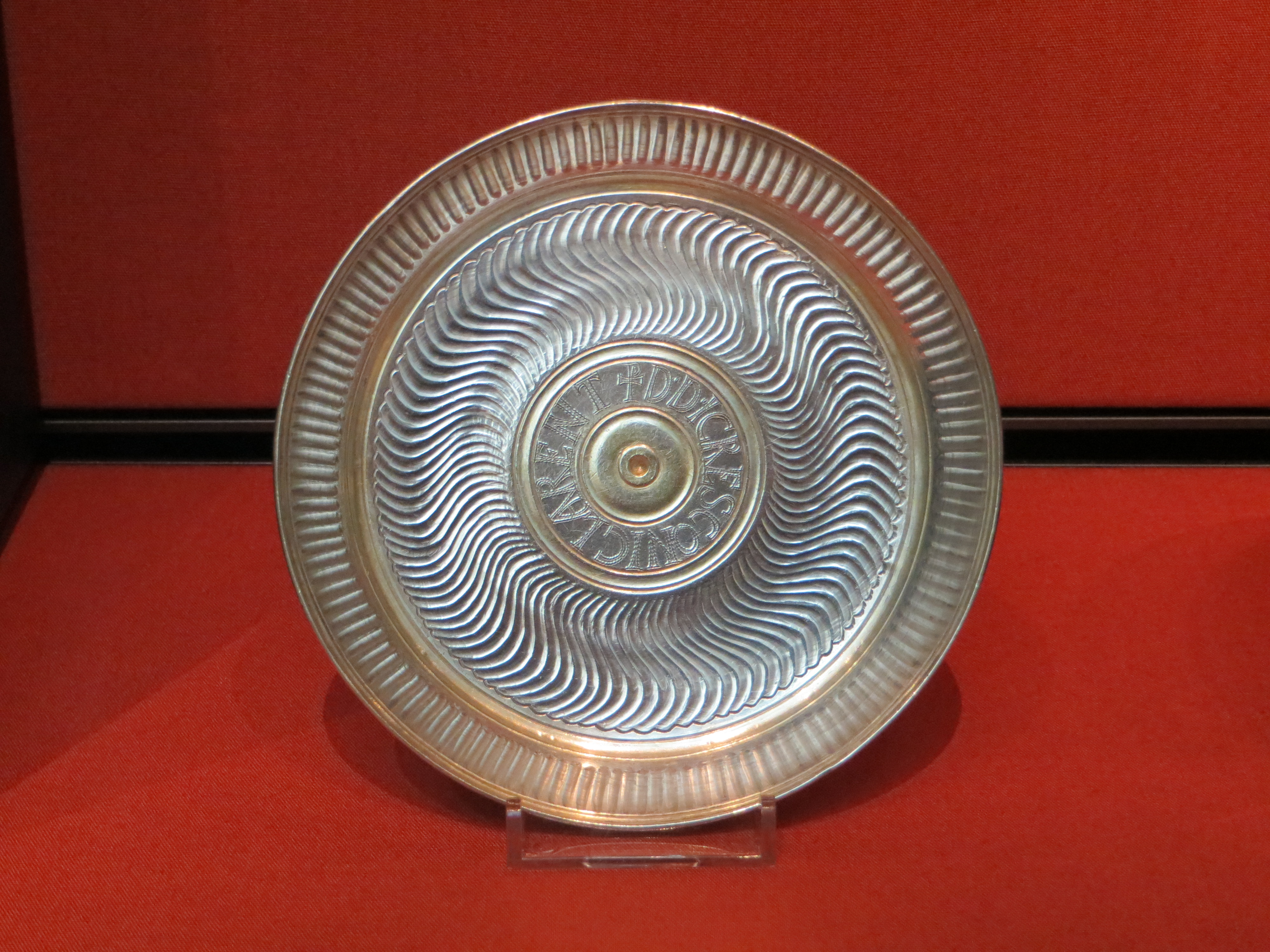
Bol pla amb una inscripció llatina entorn del centre
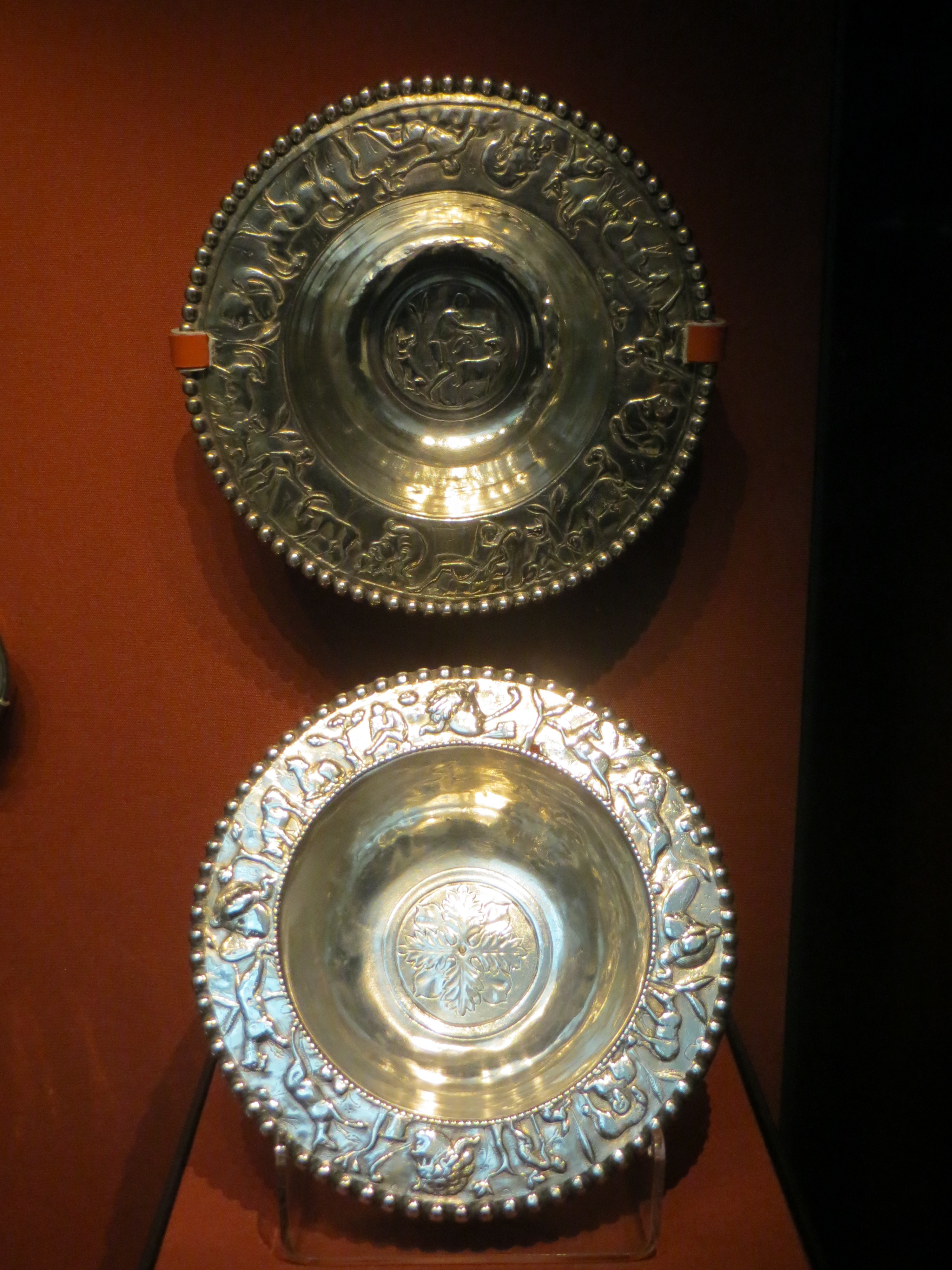
Dos bols decorats amb escenes pastorals i bàquiques
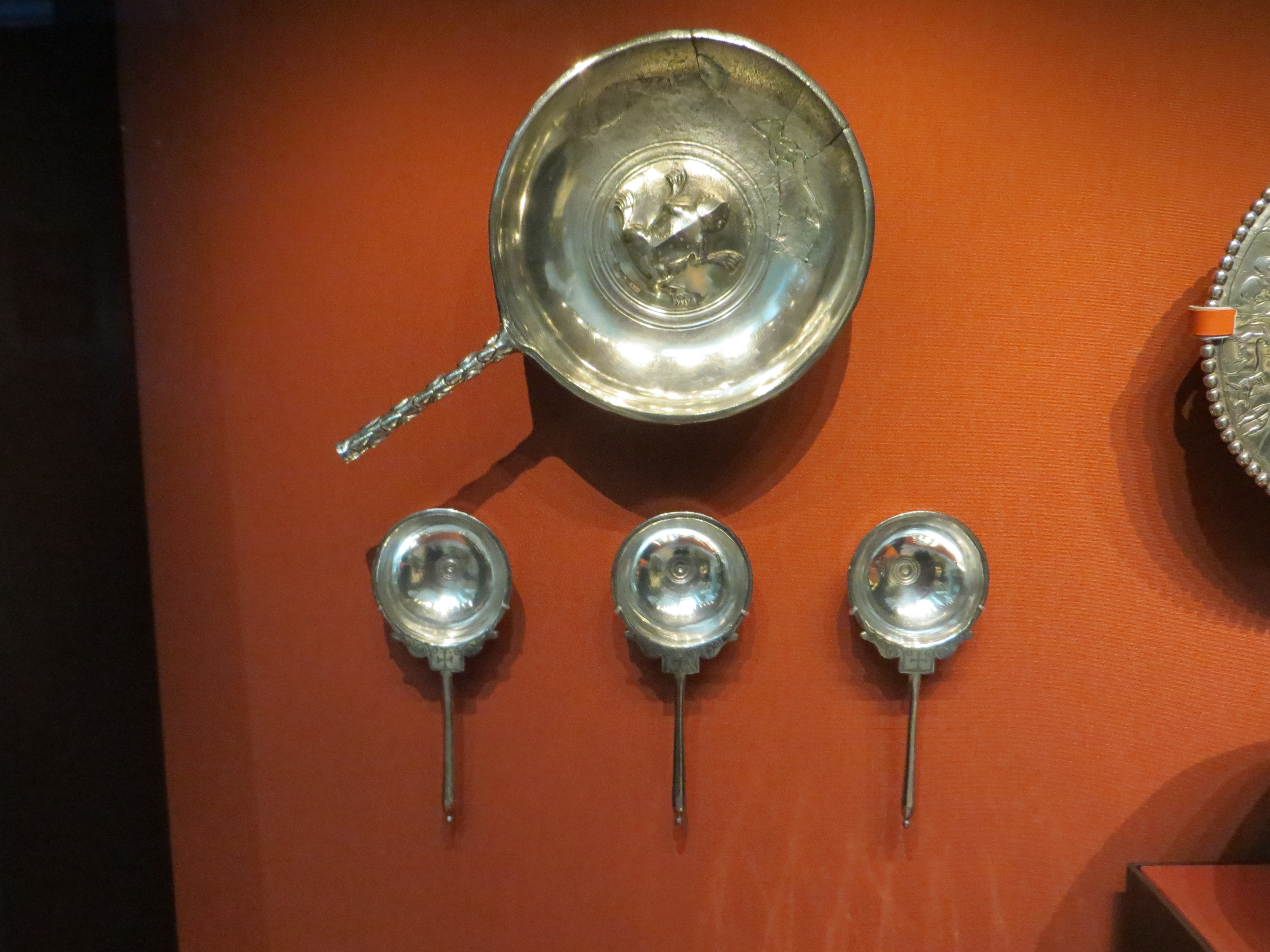
Bol poc profund i tres culleres de plata
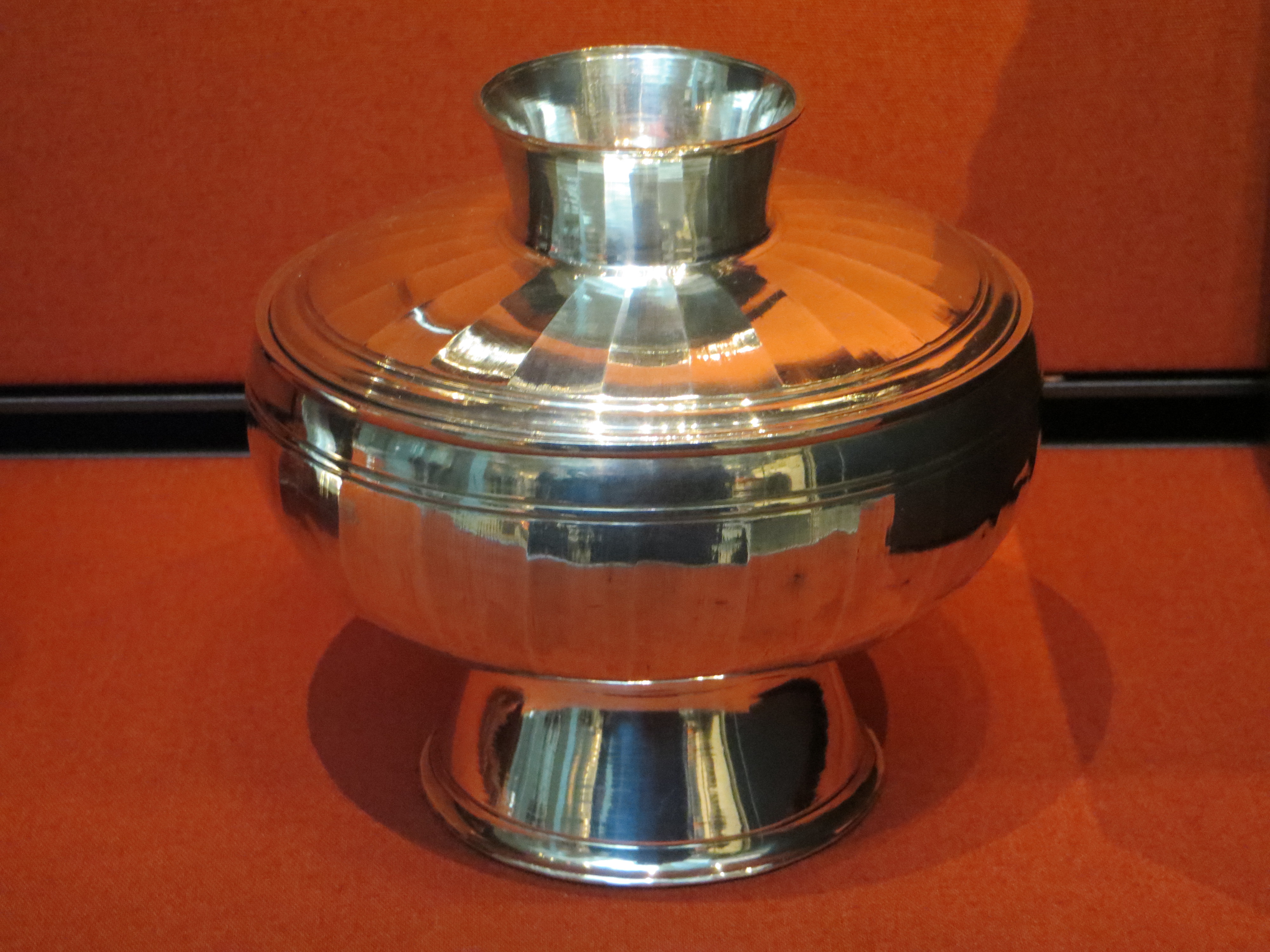
Un dels bols semiesfèrics amb tapa